# The Bad Batch
Cet article concerne le film d'Ana Lily Amirpour. Pour la série Star Wars, voir Star Wars: The Bad Batch. Pour l'escouade fictive, voir Bad Batch.
Pour plus de détails, voir Fiche technique et Distribution.
The Bad Batch ou Le clan maudit au Québec est un film américain réalisé par Ana Lily Amirpour, sorti en 2016.

## Synopsis
Au Texas, dans une communauté cannibale, une histoire d'amour se crée...

## Fiche technique
Sauf indication contraire, les informations mentionnées dans cette section peuvent être confirmées par la base de données cinématographiques IMDb,  présente dans la section « Liens externes ».
- Titre français et original : The Bad Batch
- Titre québécois : Le clan maudit
- Réalisation et scénario : Ana Lily Amirpour
- Direction artistique : Sean Brennan
- Décors : Brandon Tonner Connolly
- Photographie : Lyle Vincent
- Costumes : Natalie O'Brien
- Montage : Alex O'Flinn
- Production : Megan Ellison, Danny Gabai, Sina Sayyah
  - Coproduction : Samantha Housman, Jillian Longnecker, Louise Runge, Samantha Scher, Sheri Davani
  - Producteurs délégués : Tracey Landon, Eddy Moretti, Shane Smith
- Sociétés de production : Human Stew Factory, Annapurna Pictures et Vice Films
- Budget : 6 000 000 $
- Pays de production :  États-Unis
- Langue originale : anglais
- Genres : comédie horrifique et romantique
- Format : Couleur, rapport de forme : 2.35 : 1, format du négatif : Codex Digital (en) ARRIRAW (2.8 K), format de projection : D-Cinema , procédé cinématographique : Digital Intermediate (en) (2 K, master format)
- Durée : 115 minutes
- Dates de sortie[2] : 
  - Italie : 6 septembre 2016 (Mostra de Venise 2016)
  - Canada : 8 juin 2017
  - États-Unis : 23 juin 2017
  - France : 22 septembre 2017 (sur Netflix)

## Distribution
- Suki Waterhouse (VFB : Helena Coppejans) : Arlen
- Jason Momoa (VFB : Nicolas Matthys) : Miami Man
- Jayda Fink (VFB : Élodie Vanderschick) : Honey
- Keanu Reeves (VF : Jean-Pierre Michaël) : The Dream
- Jim Carrey : The Hermit
- Yolonda Ross (VFB : Marie-Ange Teuwe) : Maria
- Cory Roberts (VFB : Martin Spinhaye) : Big Black Bridge Man
- Giovanni Ribisi : Bobby
- Diego Luna : Jimmy
- Emily O'Brien : Dream Girl
- Valiant Michael : Tex

Doublage : Fabienne Loriaux voix de "Bridge Water" et Olivier Prémel, voix de Todd
 Source et légende : version française (VF) sur RS Doublage